# 10-يارد فايت
10-يارد فايت (بالإنجليزية: 10-Yard Fight)‏ (باليابانية: 10ヤードファイト) ، هي لعبة كرة قدم أمريكية، أنتجها شركة إيرم اليابانية عام 1983م. تم نشرها في الخارج بواسطة تايتو في الأمريكتين، و Electrocoin في أوروبا، و ADP Automaten في ألمانيا الغربية.

## طريقة اللعبة
يتم عرض اللعبة من منظور أعلى إلى أسفل والحركة العمودية. لا يختار اللاعب الهجوم أو الدفاع. عند الهجوم، يستلم اللاعب الكرة عند الضربة ويحاول إما الركض مع الظهير الربعي، أو رمي الكرة إلى الظهير الخلفي، أو رمي الكرة إلى المتلقي البعيد. في الدفاع، يختار اللاعب لاعبا أو اثنين يتحكم بهم، ويلعب الكمبيوتر بالآخرين. يمكن أيضًا رمي الكرة أو التصويب في الميدان.
تحتوي اللعبة على خمسة مستويات من الصعوبة المتصاعدة: المدرسة الثانوية، والجامعة، والمحترفون، والتصفيات، وسوبر بول. إذا ربح اللاعب شوطي المباراة في مستوى معين، فإنه يتقدم اللاعب إلى المستوى التالي من الصعوبة.

## الإصدارات
تم نقل لعبة الصالات لاحقًا إلى Famicom بواسطة Irem أولاً في اليابان، ونشرت لاحقًا في أمريكا الشمالية وأوروبا بواسطة نينتندو في عام 1985 لنظام نينتندو إنترتينمنت سيستم (NES). تم نقل لعبة الآركيد أيضًا إلى الكمبيوتر المنزلي إم إس إكس بواسطة Irem أيضًا، ولكن في اليابان فقط.
هناك بعض الاختلافات الأساسية بين إصدارات الصالات و NES رغم تشابهها من الناحية الرسومية. تسعى نسخة الصالات إلى محاكاة الهجوم فقط، حيث يحاول الفريق تسجيل هدف، وهو ما يقود اللاعب إلى المستوى التالي. تم تطوير إصدار NES للسماح بكل من الدفاع والهجوم، بالإضافة إلى وضع لاعبين متزامنين.
كانت هذه اللعبة إحدى لعبتين، إلى جانب كونغ-فو ماستر، من إصدارات الأصلية NES التي لم يتم تطويرها في الأصل بواسطة نينتندو.
في 2 مايو 2018، تم إصدار نسخة لنينتندو سويتش بواسطة HAMSTER كجزء من سلسلة Arcade Archives الخاصة بهم.

## الاستقبال
في اليابان، أدرجت مجلة Game Machine اللعبة في عددها الصادر في 1 يناير 1984 كصندوق الألعاب الجديد الأعلى ربحًا لهذا الشهر. وتصدرت لاحقًا قائمة ألعاب الطاولة في اليابان في مارس 1984.
أطلقت عليها صحيفة بيتسبرغ بوست-جازيت لقب «أب ألعاب كرة القدم». قال عنها آدم دويرسون من سبورتس إليسترايتد أنه بينما لا يتذكرها أحد أو يقول ما يجعلها رائعة، فإنها تستحق التقدير لأنها أخرجت ألعاب كرة القدم من عصر أتاري، ووضعت سابقة لألعاب كرة القدم المستقبلية. وصفها آدم سوايدرسكي من UGO Networks بأنها «متقدمة تمامًا» مقارنة بألقاب كرة القدم السابقة. وأضاف أنه رغم أنها تبدو أنيقة ولها موسيقى تصويرية عالية الجودة، إلا أنها لا تلعب مثل «كرة القدم الحقيقية». وصفها موقع N-Sider بأنها لعبة سباق أكثر منها لعبة كرة قدم، لأن الهدف هو التسابق لأول مرة لزيادة وقت اللاعبين. ومع ذلك، وصفها المؤلف بي جاي كلاين أنها أقل واقعية من تيكمو بول. وصفتها جورنال نيوز بأنها «كلاسيكية خالدة».
تم الإعلان عن إصدار جديد للعبة حصريًا لعلى جهاز Intellivision Amico.